# الشويب
الشويب هي قرية ريفية تابعة لمدينة العين والتي هي إحدى مدن إمارة ابوظبي (عاصمة دولة الإمارات العرببة المتحدة)، يبلغ عدد سكان الشويب 5,000 نسمة.
يُعتبر سد الشويب من المعالم التي تميز هذه القرية ويستخدم لحفظ مياه الأمطار .
سد الشويب هو أكبر سد في دولة الإمارات وثالث أكبر سد في الشرق الأوسط والذي تم بنائه في عام 1985 بمبلغ وقدره مليار و124 مليون درهم؛ ويشكل السد خزان طبيعي لحفظ مياه الأمطار، وبلغت كمية الأمطار التراكمية في الشويب لعام 2016 فوق 400 ملم ( تقريباً ) ، وهي أكبر كمية أمطار في دولة الإمارات العربية المتحدة.